# 滝恵一
滝 恵一（たき けいいち、1930年1月24日 - ）は、日本の元俳優。本名、成川 正樹。
千葉県出身。鳥羽商船高等専門学校卒業。モデルセンター・バザールに所属していた。劇団アトリエ座出身。

## 来歴・人物
豆腐屋の店員などの職業を経て、1960年代から映画やテレビドラマでは、主に悪役として活動し、イギリス映画『007は二度死ぬ』にも出演した。
1966年の新聞記事では、演じたい作品としてコメディーを挙げており、悪役を演じることが多いことに対して「特に不満はない」と述べている。また、監督からは、悪役で出演する際には「悪役のイメージが崩れてしまうという意味から、笑ってはいけないと要求される」と述べている。
1970年代には、俳優養成所を経営していたことがあり、名高達男や五代高之らを輩出している。
特技は、ナレーション。

## 出演

### テレビドラマ
- タケダアワー（TBS）
  - 隠密剣士（1962年）
    - 隠密剣士 第一部 第2話「決闘キリタップ」・第8話「無頼の兄弟」（1962年） - 五郎松
    - 第二部 忍法甲賀衆 第11話「忍法夢幻」（1963年） - 佐久間軍兵衛
    - 第四部 忍法闇法師 第8話「霞の忍者」（1963年） - 霞の覚蔵
      - 新隠密剣士 第三部 黒潮忍法帖 第3話「変幻海坊主」 - 第5話「幻鬼暗躍」（1965年） - 天海

  - ウルトラセブン 第44話「恐怖の超猿人」（1968年） - 猿人ゴリー
- 図々しい奴（1963年、TBS）
- 全員降下せよ 死線の誓い（1963年、CX）
- 姿三四郎（1963年 - 1964年、CX）
- 柔（1964年、NTV）
- 第7の男 第3話「恋と紙幣と銃弾と」（1964年、CX）
- 大河ドラマ（NHK）
  - 太閤記（1965年） - 青山新七
  - 竜馬がゆく（1968年）
- 甲州遊侠伝 俺はども安 第22話（1965年、CX）
- 柔一筋（1965年、NTV）
- 素浪人 月影兵庫（NET）
  - 第1シリーズ 第2話「風は知っていた」（1965年、NET）
  - 第2シリーズ 第38話「もてた筈だがひどかった」（1967年、NET）
- 遊撃戦 第5話「脱出」（1966年、NTV）
- マグマ大使 第25話「悪魔からのクリスマスプレゼント」 - 第28話「怪獣ダコーダの最期」（1966年 - 1967年、CX） - サルタン
- 渥美清の泣いてたまるか 第54話「先生泣いてたまるか」（1967年、TBS）
- 仮面の忍者 赤影 第二部「卍党編」 第19話「忍法つむじ傘」、第22話「怪獣変化陣」 - 第26話「大爆發」（1967年、KTV） - 橿鳥の黒道士
- 俺は用心棒 第20話「日照り雨」（1967年、NET）
- 野次馬がいく 第4話「起て! 堂々と」（1967年、NET）
- 七人の刑事 第2シーズン 第317話「死刑執行人」（1968年）
- 昔三九郎 第3話「無理難題」（1968年、NTV）
- ローンウルフ 一匹狼 第30話「野良犬の詩」（1968年、NTV）
- マイティジャック 第10話「爆破指令」（1968年、CX） - 矢吹機関の潜入捜査員
- 待っていた用心棒 第20話「遠い国からの客」（1968年、NET）
- 風来坊 第1話（1968年、CX）
- ナショナル劇場（TBS）
  - 水戸黄門
    - 第1部 第13話「追いつめられて -境港-」（1969年） - 橘一馬
    - 第5部 第20話「親をだました親孝行 -徳山-」（1974年） - 筧市兵衛

  - 大岡越前 第2部 第3話「復讐・唐人剣」（1971年） - 天堂弥九郎
- プロファイター 第5話「かわいい非情な女」（1969年、NTV）
- 東京コンバット 第24話「秘宝の謎」（1969年、CX）
- 素浪人 花山大吉（NET）
  - 第4話「一人残らず抜けていた」（1969年）
  - 第15話「女よあなたは強かった」（1969年）
  - 第35話「中年の魅力で売っていた」（1969年）
  - 第61話「姐ちゃんヤクザは凄かった」（1970年）
- 旅がらすくれないお仙 第17話「親切を売りたいの」（1969年、NET）
- 銭形平次（CX）
  - 第142話「三千両の恋」（1969年）
  - 第174話「神かくし」（1969年）
  - 第426話「五本目の入墨」（1974年）
- 特命捜査室 第5話「消えた現金輸送機」（1969年）
- 柳生十兵衛 第16話「三九郎故郷へ帰る」（1971年、CX） - 新左衛門
- 女人武蔵 第14話（1971年、CX）
- さむらい飛脚 第11話「もの言わぬ美女」（1971年、NET）
- 剣客商売 第11話「身代金千両」（1973年、CX） - 浪人・笹沼
- 荒野の用心棒 第17話「死の谷に必殺弾が走って…」（1973年、NET）
- 助け人走る 第7話「営業大妨害」（1973年、ABC） - 勘次
- 新・荒野の素浪人 第36話「廃墟の絶唱」（1974年、NET）
- 伝七捕物帳 第37話「天女の舞・夫婦花火」（1974年、NTV）
- 大都会 闘いの日々 第4話「協力者」（1976年、NTV）
- 遠山の金さん（杉良太郎版） 第51話「夕陽に燃えた必殺剣」（1976年、NET） - 泥亀の辰

### 映画
- 顔役暁に死す（1961年、東宝） - 金田
- 太陽、海を染めるとき（1961年、日活） - 海坊主
- 高原児（1961年、日活） - レフトのサブ
- 追跡（1961年、日活） - 遠山
- 海峡、血に染めて（1961年、日活） - 薩摩
- 都会の魔窟（1961年、日活） - 岩佐
- メキシコ無宿（1962年、日活） - ギャング
- 姿なき追跡者（1962年、日活） - 辻
- 上を向いて歩こう（1962年、日活） - 関口
- 大氷原（1962年、日活） - 浜野常太郎
- ひとり旅（1962年、日活） - 鬼島の乾分
- 遊民街の銃弾（1962年、東映） - 芦田
- 戦国野郎（1963年、東宝） - 百蔵
- 江戸忍法帖 七つの影（1963年、東映） - 粂寺外記
- 青島要塞爆撃命令（1963年、東宝）
- 国際秘密警察 指令第8号（1963年、東宝） - 反乱軍首領
- 月影忍法帖 二十一の眼（1963年、東映） - 梵天丸
- 三匹の侍（1964年、松竹）
- 無宿者（1964年、大映）
- 姿三四郎（1965年、東宝）
- 血と砂（1965年、東宝） - 杉山
- 大菩薩峠（1966年、東宝） - 児島強介
- 殺人狂時代（1967年、東宝） - 池野
- 007は二度死ぬ（1967年、ユナイテッド・アーティスツ）
- 日本のいちばん長い日（1967年、東宝） - 塚本少佐（東部軍副官）
- 青春讃歌 暴力学園大革命（1975年、東映） - 白石教頭

### CM
- 東ハト キャラメルコーン
- アートコーヒー
- ホンダ・Z